# Weberbauerocereus rauhii
Weberbauerocereus rauhii ist eine Pflanzenart aus der Gattung Weberbauerocereus in der Familie der Kakteengewächse (Cactaceae). Das Artepitheton rauhii ehrt den deutschen Botaniker Werner Rauh.

## Beschreibung
Weberbauerocereus rauhii wächst strauchig bis baumförmig mit kandelaberartig verzweigten, aufrechten Trieben, welche einen Durchmesser von 8 bis 15 Zentimetern haben und erreicht dabei Wuchshöhen von bis 6 Metern. Es wird ein kurzer Stamm ausgebildet. Es sind etwa 23 Rippen vorhanden. Die darauf befindlichen Areolen sind grau. Die bis zu sechs, sehr kräftigen, gelben Mitteldornen besitzen eine dunklere Spitze und sind 6 bis 7 Zentimeter lang. Die zahlreichen weißlich grauen Randdornen sind bis 1 Zentimeter lang. Im blühfähigen Bereich sind lange Borsten vorhanden.
Die etwas zygomorphen, leicht duftenden Blüten öffnen sich in der Nacht und sind bis 10 Zentimeter lang. Ihre violettbraune Blütenröhre ist dicht beschuppt. Die äußeren Blütenhüllblätter sind rötlich braun, die inneren weiß bis rosafarben oder rosabräunlich. Die Früchte sind bräunlich rot bis orange und erreichen Durchmesser von bis 3 Zentimetern. Sie sind mit weißer Wolle besetzt.

## Verbreitung, Systematik und Gefährdung
Weberbauerocereus rauhii ist in den peruanischen Regionen Huancavelica, Ayacucho, Arequipa und Ica in Höhenlagen von 500 bis 2500 Metern verbreitet.
Die Erstbeschreibung durch Curt Backeberg wurde 1957 veröffentlicht. Nomenklatorische Synonyme sind Haageocereus rauhii (Backeb.) P.V.Heath (1995) und Echinopsis rauhii (Backeb.) Mayta (2015).
In der Roten Liste gefährdeter Arten der IUCN wird die Art als „Least Concern (LC)“, d. h. als nicht gefährdet geführt.

## Nachweise